# Caminhos do Sul
Caminhos do Sul  é um filme brasileiro de 1949, dirigido por Fernando de Barros, baseado no romance homônimo de Ivan Pedro Martins, cuja adaptação fora realizada por Fernando de Barros em parceria com José Amádio e Andrea di Robilant. Maria Della Costa e Tônia Carrero protagonizam o filme.

## Elenco
| Ator/Atriz          | Personagem          |
| ------------------- | ------------------- |
| Maria Della Costa   | Guilhermina Estevão |
| Tônia Carrero       | Helena              |
| Ivan Lessa          | Garoto com helena   |
| Orlando Villar      |                     |
| Luiza Barreto Leite |                     |
| Sadi Cabral         |                     |
| Marlene             |                     |
| Cláudio Nonelli     |                     |

## Prêmios e Indicações
| Ano  | Premiação                                                   | Categoria      | Recipiente         | Resultado | Ref.  |
| ---- | ----------------------------------------------------------- | -------------- | ------------------ | --------- | ----- |
| 1949 | Prêmio Revista A Scena Muda                                 | Melhor Filme   | Fernando de Barros | Venceu    | [ 1 ] |
| 1949 | Prêmio Revista A Scena Muda                                 | Melhor Diretor | Fernando de Barros | Venceu    | [ 1 ] |
| 1949 | Prêmio Associação Brasileira dos Cronistas Cinematográficos | Melhor Diretor | Fernando de Barros | Venceu    | [ 1 ] |
| 1949 | Prêmio Associação Brasileira dos Cronistas Cinematográficos | Melhor Filme   | Fernando de Barros | Venceu    | [ 1 ] |
| 1949 | Prêmio Associação Brasileira dos Cronistas Cinematográficos | Melhor Atriz   | Maria Della Costa  | Venceu    | [ 1 ] |